# Lill-Axhögen

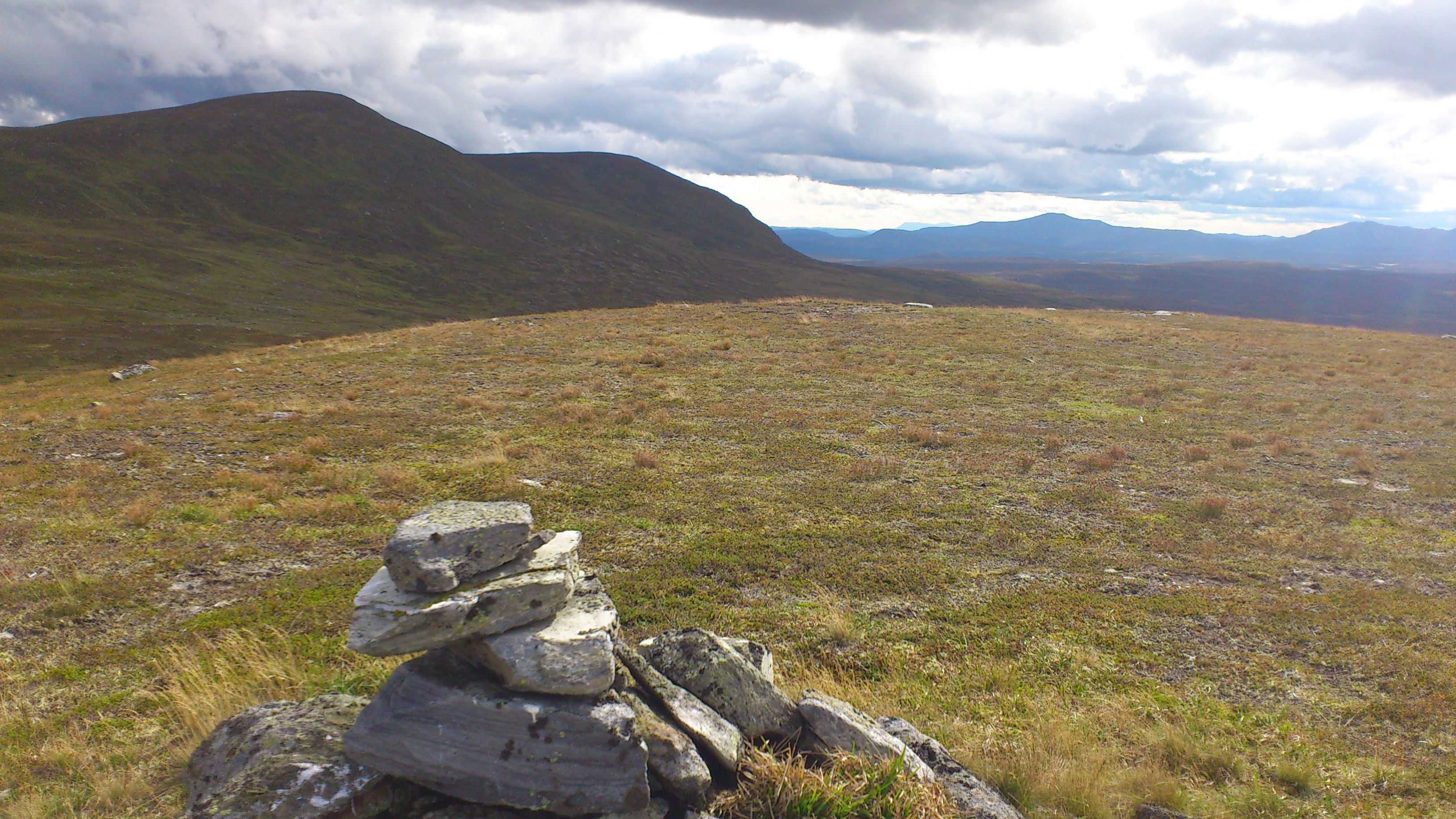
Lill-Axhögen, augusti 2011

Lill-Axhögen, sydsamiska Aajkebåårhke, är ett fjäll i Bergs kommun i nordvästra Härjedalen. Toppen ligger 1170 meter över havet. Gustav Hasselbrink härleder det samiska namnet till aajege som betyder källa och båårhke som betyder fjällpass.